# 沃尔德马尔·巴吉尔
沃尔德马尔·巴吉尔（德語：Woldemar Bargiel，1828年10月3日—1897年2月23日），德国作曲家，音乐学家。他是克拉拉·舒曼的异父弟，自幼受到舒曼和门德尔松的培养，后到莱比锡音乐学院学习，毕业后在柏林任教。他的作品风格接近舒曼和门德尔松，旋律优美，形式严密，但显得比较保守。另外，他还是第一版舒曼全集的编辑者之一。